# Käryjärvi
Käryjärvi är en sjö i Pajala kommun i Norrbotten och ingår i Torneälvens huvudavrinningsområde. Sjön har en area på 0,254 kvadratkilometer och ligger 170 meter över havet. Käryjärvi ligger i Torne och Kalix älvsystem Natura 2000-område. Sjön avvattnas av vattendraget Käryjoki.

## Delavrinningsområde
Käryjärvi ingår i det delavrinningsområde (748553-182924) som SMHI kallar för Mynnar i Muonioälvens vattendragsyta. Medelhöjden är 176 meter över havet och ytan är 31,24 kvadratkilometer. Det finns inga avrinningsområden uppströms utan avrinningsområdet är högsta punkten. Käryjoki som avvattnar avrinningsområdet har biflödesordning 3, vilket innebär att vattnet flödar genom totalt 3 vattendrag innan det når havet efter 204 kilometer. Avrinningsområdet består mestadels av skog (62 procent) och sankmarker (33 procent). Avrinningsområdet har 0,25 kvadratkilometer vattenytor vilket ger det en sjöprocent på 0,8 procent.